# Пам'ятки архітектури Жовківського району
У Жовківському районі Львівської області нараховується 134 пам'ятки архітектури.
| пор.№                           | Найменування пам'ятки                                                   | Датування            | Місцезнаходження                | Охоронний № і номер у комплексі |
| ------------------------------- | ----------------------------------------------------------------------- | -------------------- | ------------------------------- | ------------------------------- |
| м.Жовква                        |                                                                         |                      |                                 |                                 |
|                                 | Василіянський монастир(мур.):                                           | ХУІІ-ХХст.           | вул.Василіянська,4              | 388/ 0                          |
| 1                               | Церква Різдва Христового(мур.)                                          | 1612-1905р.р.        | вул.Василіянська,4              | 388 /1                          |
| 2                               | Монастирські келії(мур.)                                                | 1782р.               | вул.Василіянська,4              | 388 /2                          |
| 3                               | Дзвіниця ц.Різдва Христового(мур.)                                      | 1730-1770р.р.        | вул.Василіянська,4              | 388 /3                          |
| 4                               | Ратуша(мур.)                                                            | ХУІІ-ХХст.           | пл.Вічева,1                     | 1378                            |
| 5                               | Замок Жолкевських(мур.)                                                 | 1594-1606р.р.        | пл.Вічева,2                     | 385                             |
| 6                               | Житловий будинок(мур.)                                                  | ХУІІ-ХУІІІст.        | пл.Вічева,3                     | 394 /1                          |
| 7                               | Житловий будинок(мур.)                                                  | ХУІІ-ХУІІІст.        | пл.Вічева,4                     | 394/2                           |
| 8                               | Житловий будинок(мур.)                                                  | ХУІІ-ХУІІІст.        | пл.Вічева,5                     | 394 /3                          |
| 9                               | Житловий будинок(мур.)                                                  | ХУІІ-ХУІІІст.        | пл.Вічева,6                     | 394 /4                          |
| 10                              | Житловий будинок(мур.)                                                  | ХУІІ-ХУІІІст.        | пл.Вічева,7                     | 394 /5                          |
| 11                              | Житловий будинок(мур.)                                                  | ХУІІ-ХУІІІст.        | пл.Вічева,8                     | 394 /4                          |
| 12                              | Житловий будинок(мур.)                                                  | ХУІІ-ХУІІІст.        | пл.Вічева,9                     | 394/ 5                          |
| 13                              | Житловий будинок(мур.)                                                  | ХУІІ-ХУІІІст.        | пл.Вічева,10                    | 394 /6                          |
| 14                              | Житловий будинок(мур.)                                                  | ХУІІ-ХУІІІст.        | пл.Вічева,11                    | 394 /7                          |
| 15                              | Житловий будинок(мур.)                                                  | ХУІІст.              | пл.Вічева,12                    | 394 /8                          |
| 16                              | Житловий будинок(мур.)                                                  | ХУІІст.              | пл.Вічева,13                    | 394 /9                          |
| 17                              | Житловий будинок(мур.)                                                  | ХУІІст.              | пл.Вічева,14                    | 394 /10                         |
| 18                              | Житловий будинок(мур.)                                                  | ХУІІст.              | пл.Вічева,15                    | 394 /11                         |
| 19                              | Житловий будинок(мур.)                                                  | ХУІІ-ХХст.           | пл.Вічева,16                    | 394 /12                         |
| 20                              | Костел Св.Лаврентія(мур.)                                               | 1606-1623р.р.        | пл.Вічева.18                    | 386 /1                          |
| 21                              | Дзвіниця костелу Св.Лаврентія(мур.)                                     | ХУІІст.              | пл.Вічева.18                    | 386 /2                          |
| 22                              | Міські мури з вежами(мур.)                                              | 1613-1621р.р.        | пл.Вічева                       | 392                             |
| 23                              | Звіринецька брама(мур.)                                                 | ХУІІст.              | пл.Вічева                       | 1383                            |
| 24                              | Синагога(мур.)                                                          | 1687р.               | вул.Запорізька                  | 389                             |
|                                 | Домініканський монастир(мур.):                                          | ХУІІ-ХІХст.          | вул.Львівська,5                 | 387/ 0                          |
| 25                              | Костел Успення Діви Марії(мур.)                                         | 1653-1655р.р.        | вул.Львівська,5                 | 387 /1                          |
| 26                              | Монастирські келії(мур.)                                                | ХУІІІст.             | вул.Львівська,5                 | 387 /2                          |
| 27                              | Мури з круглою вежею(мур.)                                              | ХУІІст.              | вул.Львівська,5                 | 387 /3                          |
| 28                              | Житловий будинок(мур.)                                                  | ХУІІ-ХУІІІст.        | вул.Львівська,2                 | 1379                            |
| 29                              | Житловий будинок(мур.)                                                  | ХУІІ-ХУІІІст.        | вул.Львівська,6                 | 1381                            |
| 30                              | Житловий будинок(мур.)                                                  | ХУІІ-ХУІІІст.        | вул.Львівська.26                | 1382                            |
| 31                              | Церква Пресвятої Трійці(дер.)                                           | 1720р.               | вул.Львівська,90                | 393                             |
| 32                              | Церква Різдва Пресвятої Богородиці(дер.)                                | 1705р.               | вул.І.Франка,9                  | 395                             |
| 33                              | Церква Св.Параскеви(дер.)                                               | 1748р.               | с.Артасів                       | 444 /1                          |
| 34                              | Дзвіниця ц.Св.Параскеви(дер.)                                           | 1748р.               | с.Артасів                       | 444 /2                          |
| 35                              | Церква Успіння Богородиці(дер.)                                         | 1667р.               | с.Бесіди                        | 445 /1                          |
| 36                              | Дзвіниця ц.Успіння Богородиці(дер.)                                     | 1751р.               | с.Бесіди                        | 445 /2                          |
| 37                              | Церква Різдва Богородиці(дер.)                                          | 1738р.               | с.Віднів                        | 446 /1                          |
| 38                              | Дзвіниця ц.Різдва Богородиці(дер.)                                      | 1738р.               | с.Віднів                        | 446 /2                          |
| 39                              | Церква Св.Михаїла(дер.)                                                 | 1891р.               | с.Великі Передримихи            | 1387 /1                         |
| 40                              | Дзвіниця ц.Св.Михаїла(дер.)                                             | 1891р.               | с.Великі Передримихи            | 1387 /2                         |
| 41                              | Церква Св.Трійці(дер.)                                                  | 1756р.               | с.Воля-Гомулецька               | 1388                            |
| 42                              | Церква Св.Михайла(дер.)                                                 | 1598р.               | с.Воля-Висоцька                 | 447 /1                          |
| 43                              | Дзвіниця ц.Св.Михайла(дер.)                                             | ХУІІІст.             | с.Воля-Висоцька                 | 447 /2                          |
| 44                              | Церква Різдва Богородиці(дер.)                                          | 1846р.               | с.Деревня                       | 449 /1                          |
| 45                              | Дзвіниця ц.Різдва Богородиці(дер.)                                      | 1846р.               | с.Деревня                       | 449 /2                          |
| 46                              | Церква Св.Дмитрія(дер.)                                                 | 1790р.               | с.Замочок                       | 451 /1                          |
| 47                              | Дзвіниця ц.Св.Дмитрія(дер.)                                             | ХІХст.               | с.Замочок                       | 451 /2                          |
| 48                              | Церква Преображення Господнього(дер.)                                   | 1797р.               | с.Зарудці                       | 452 /1                          |
| 49                              | Дзвіниця ц.Преображення Господнього(дер.)                               | 1797р.               | с.Зарудці                       | 452 /2                          |
| 50                              | Церква Св.Симеона Стовпника(дер.)                                       | 1776р.               | с.Звертів                       | 453 /1                          |
| 51                              | Дзвіниця ц.Св.Симеона Стовпника(дер.)                                   | 1782р.               | с.Звертів                       | 453 /2                          |
| 52                              | Церква Введення в храм Пресвятої Богородиці(дер.)                       | 1708р.               | с.Кошелів                       | 454 /1                          |
| 53                              | Дзвіниця ц.Введення в храм Пресвятої Богородиці(дер.)                   | 1738р.               | с.Кошелів                       | 454 /2                          |
|                                 | Василіянський монастир(мур.):                                           | ХУІІ-ХУІІІст.        | с.Крехів                        | 455/ 0                          |
| 54                              | Церква Св.Миколи(мур.)                                                  | 1721-1737р.р.        | с.Крехів                        | 455 /1                          |
| 55                              | Вежа-дзвіниця (мур.)                                                    | 1660-1761р.р.        | с.Крехів                        | 455 /2                          |
| 56                              | Монастирські келії(мур.)                                                | 1755,1780р.р.        | с.Крехів                        | 455 /3                          |
| 57                              | Мури з брамами і вежами(мур.)                                           | 1661-1664,1776р.р.   | с.Крехів                        | 455 /4                          |
| 58                              | Церква Св.Параскеви(дер.)                                               | 1724р.               | с.Крехів                        | 456 /1                          |
| 59                              | Дзвіниця ц.Св.Параскеви(дер.)                                           | 1724р.               | с.Крехів                        | 456 /2                          |
| 60                              | Костел Св.Миколи(мур.)                                                  | 1538р.               | смт.Куликів                     | 443                             |
| 61                              | Церква Св.Духа(дер.)                                                    | 1502р.               | с.Потелич                       | 530 /1                          |
| 62                              | Дзвіниця ц.Св.Духа(дер.)                                                | ХУІІст.              | с.Потелич                       | 530 /2                          |
| 63                              | Дзвіниця ц.Св.Трійці(дер.)                                              | 1545р.               | с.Потелич                       | 1389                            |
| м.Рава-Руська                   |                                                                         |                      |                                 |                                 |
| 64                              | Костел Св.Йосифа(мур.)                                                  | 1770-1776р.р.        | вул.Коновальця                  | 1384                            |
|                                 | Монастир реформаторів(мур.)                                             | ХУІІІст.             | вул.Коновальця                  | 1385/ 0                         |
| 65                              | Костел Св.Михаїла (мур.)                                                | 1737р.               | вул.Коновальця                  | 1385 /1                         |
| 66                              | Монастирські келії (мур.)                                               | 1737р.               | вул.Коновальця                  | 1385 /2                         |
| 67                              | Церква Св.Юрія (мур.)                                                   | 1846р.               | вул.Чкалова                     | 1386                            |
| 68                              | Дзвіниця ц.Воскресіння Господнього(дер.)                                | ХУІІІст.             | с.Старе Село                    | 1390                            |
| Місцевого значення              |                                                                         |                      |                                 |                                 |
| м.Жовква                        |                                                                         |                      |                                 |                                 |
| 69                              | Монастирські приміщення о.о. василіян(мур.)                             | 1780 – 1790 рр.      | вул. Василіанська, 4/6          | 711 - М                         |
| 70                              | Монастирська друкарня                                                   | 1895 – 1890 рр.      | вул. Василіанська, 8            | 712 – М                         |
| 71                              | Житловий будинок (мур.)                                                 | ХУІІ – XIX ст.       | пл. Вічева, 17                  | 714 – М                         |
| 72                              | Адмінбудинок (мур)                                                      | 1900 р.              | вул. Воїнів УПА, 3              | 717 – М                         |
| 73                              | Дім спортивного товариства “Сокіл”                                      | XIX ст.              | вул. Воїнів УПА, 11             | 470 – М                         |
| 74                              | Електростанція (мур.)                                                   | п. ХХ ст.            | вул. Дорошенка, 1               | 713 – М                         |
| 75                              | Вілла (мур)                                                             | 1893 р.              | вул. Звіринецька, 1             | 715 – М                         |
| 76                              | Вілла (мур)                                                             | XIX ст.              | вул. Звіринецька, 14            | 716 - М                         |
| 77                              | Костел Св. Лазаря (мур.)                                                | 1735 р.              | вул. Львівська                  | 47 – М                          |
| 78                              | Шпиталь для убогих (мур.)                                               | ХУІІ – XIX ст.       | вул. Львівська                  | 2867-М                          |
| 79                              | Монастир домініканок(мур.)                                              | 1682-1787рр.         | вул. Л. Українки, 26            | 710 - М                         |
|                                 |                                                                         |                      |                                 |                                 |
| 80                              | Церква Покрови Пресвятої Богородиці(дер.)                               | 1829 р. (1910р.)     | с. Блищиводи                    | 2274-М                          |
| 81                              | Церква Св. арх. Михаїла (дер.)                                          | 1810 р. (1836р.)     | с. Боянець                      | 2276-М                          |
| 82                              | Церква Св. Івана                                                        | XIX ст.              | с. Глинсько                     | 476/1-М                         |
| 83                              | Дзвіниця церкви Св. Івана (дер.)                                        | XIX ст.              | с. Глинсько                     | 476/2-М                         |
| 84                              | Керамічний завод                                                        | ХУІІІ-XIX ст.        | с. Глинсько                     | 478 - М                         |
| 85                              | Церква Св. Миколая (дер.)                                               | 1889 р.              | с. Гребенці                     | 1928-М                          |
| 86                              | Церква Св. Кузьми і Дем”яна (мур.)                                      | 1897 р.              | с. Грибовичі Великі             | 1927-М                          |
| 87                              | Палац (мур.)                                                            | ХУІІІ ст.            | с. Гряда                        | 474 - М                         |
| м.Дубляни                       |                                                                         |                      |                                 |                                 |
| 88                              | Поміщицький будинок                                                     | п. XIX ст.           | вул. Довбуша, 2                 | 2868-М                          |
| 89                              | Житловий будинок                                                        | к. XIX ст.           | вул. Зелена, 4                  | 2869-М                          |
| 90                              | Будинок сільськогосподарської академії (корпус)                         | 1887р.               | вул. Студентська, 1             | 471 – М                         |
| 91                              | Будинок сільськогосподарської академії (корпус)                         | 1894р.-п.ХХ ст.      | вул. Студентська, 5             | 472 – М                         |
| 92                              | Будинок сільськогосподарської академії (корпус)                         | XIX ст.              | вул. Студентська, 7             | 473 – М                         |
| 93                              | Господарський двір (корпус №1)                                          | к. ХУІІІ ст.         | вул. Шевченка, 3                | 2870-М                          |
| 94                              | Господарський двір (корпус №2)                                          | к. ХУІІІ ст.         | вул. Шевченка, 3                | 2871-М                          |
| 95                              | Гуральня                                                                | к. XIX ст.           | вул. Шевченка, 5а               | 2872-М                          |
| 96                              | Трансформаторна підстанція                                              | 1890 р.              | вул. Шевченка, 36               | 2873-М                          |
|                                 | --------------------------------------------                            | -------------------- | ------------------------------- |                                 |
| 97                              | Церква Св. Теодозія Печерського (дер.)                                  | 1867р.(1627р.)       | с. Камянка Нова                 | 1933-М                          |
| 98                              | Церква Введення в храм Пресвятої Богородиці (дер.)                      | 1846 р.              | с. Кулява                       | 1929-М                          |
| 99                              | Церква Воскресіння (мур.)                                               | 1785 р.              | с. Липник                       | 477 – М                         |
| 100                             | Церква Св. Миколая (дер.)                                               | 1831 р.(1841р.)      | с. Любеля                       | 1930-М                          |
| 101                             | Церква Положення пояса Пресвятої Богородиці                             | 1886 р.              | с. Мацошин, вул. Центральна     | 2934/1-Лв                       |
| 102                             | Церква Св. Кузьми і Дем”яна (мур.)                                      | 1890 р.              | с. Мокротин.                    | 1931-М                          |
| 103                             | Дзвіниця ц. Рождества Пресвятої Богородиці (дер.)                       | 1748 р.(1782р.)      | с. Монастирок                   | 1932-М                          |
| 104                             | Каплиця Положення ризи Пресвятої Богородиці (дер.)                      | 1700 р.(1900р.)      | с. Оплітна                      | 2275-М                          |
| м.Рава-Руська                   |                                                                         |                      |                                 |                                 |
| 105                             | Садиба                                                                  | 1920 р.              | вул. Володимира Великого, 29    | 2500-М                          |
| 106                             | Житловий будинок                                                        | поч.ХХст.            | вул. Вокзальна,15               | 2501-М                          |
| 107                             | Вілла                                                                   | поч.ХХст.            | вул. Вокзальна,18               | 2502-М                          |
| 108                             | Адмінбудинок                                                            | ХІХст.               | вул. Грушевського, 6            | 2503-М                          |
| 109                             | Житловий будинок                                                        | поч.ХХст.            | вул. Грушевського, 7            | 2504-М                          |
| 110                             | Житловий будинок                                                        | кін.ХІХст.           | вул. Грушевського, 15           | 2505-М                          |
| 111                             | Житловий будинок                                                        | поч.ХХст.            | вул. Грушевського, 16           | 2506-М                          |
| 112                             | Житловий будинок                                                        | поч.ХХст.            | вул. Грушевського, 17           | 2507-М                          |
| 113                             | Школа                                                                   | к.XIX-п.ХХст.        | вул. Грушевського, 20           | 2508-М                          |
| 114                             | Адмінбудинок                                                            | 2 пол.ХІХст.         | вул. Грушевського, 20           | 2509-М                          |
| 115                             | Будинок магістрату                                                      | 2 пол.ХІХст.         | вул. Грушевського, 22           | 2510-М                          |
| 116                             | Садиба                                                                  | 2 пол.ХІХст.         | вул. Грушевського, 26           | 2511-М                          |
| 117                             | Садиба                                                                  | к.XIX-п.ХХст.        | вул. Грушевського, 33           | 2512-М                          |
| 118                             | Житловий будинок                                                        | 1930 р.              | вул. Грушевського, 34           | 2513-М                          |
| 119                             | Житловий будинок залізниці                                              | к.XIX-п.ХХст.        | вул. Двірцева, 6                | 2514-М                          |
| 120                             | Будинок Мерца                                                           | поч.ХХст.            | вул. Коновальця., 17            | 2515-М                          |
| 121                             | Житловий будинок                                                        | поч.ХХст.            | вул. Львівська., 5              | 2516-М                          |
| 122                             | Житлово-торговий будинок                                                | к.XIX-п.ХХст.        | вул. Львівська., 15             | 2517-М                          |
| 123                             | Будинок повітового суду                                                 | 20-ті рр.ХХст.       | вул. Я. Мудрого, 10             | 2518-М                          |
| 124                             | Адмінбудинок                                                            | к.XIX-п.ХХст.        | вул. Я. Мудрого, 11             | 2519-М                          |
| 125                             | Школа Домініканок                                                       | к.XIX-п.ХХст.        | вул. Сірка,6                    | 2520-М                          |
| 126                             | Садиба                                                                  | сер.ХІХст.           | вул. 1 Листопада, 47            | 2521-М                          |
| ------------------------------- |                                                                         |                      |                                 |                                 |
| 127                             | Церква Різдва Пресвятої Богородиці (дер.)                               | 1769 р.              | с. Руда (Лісна)                 | 2277М                           |
| 128                             | Церква Успення Пресвятої Богородиці (дер.)                              | ХУІІІ ст. (1871р.)   | с. Ситихів                      | 1937-1/М                        |
| 129                             | Дзвіниця церкви Успення Пресвятої Богородиці (дер.) розібрана у 2003 р. | ХУІІІ ст. (1871р.)   | с. Ситихів                      | 1937-2/М                        |
| 130                             | Палац                                                                   | 1708 р.              | с. Скварява Нова                | 475-М                           |
| 131                             | Церква Св. арх. Михаїла (дер.)                                          | 1805 р.              | с. Скварява Стара               | 1935-М                          |
| 132                             | Церква                                                                  | 1865 р.              | с. Соснини                      | 1934-М                          |
| 133                             | Церква Воздвиження Чесного Животворного Хреста (дер.)                   | 1854 р.              | с. Стронятин                    | 1936-М                          |
| 134                             | Церква Св. вмч. Параскеви                                               | 1837 р.              | с. Туринка                      | 1938-М                          |